# Ruta Estatal de California 120
La Ruta Estatal de California 120, y abreviada SR 120 (en inglés: California State Route 120) es una carretera estatal estadounidense ubicada en el estado de California. La carretera inicia en el Sur desde la I 5     en Tracy hacia el Norte en la US 6     en Benton. La carretera tiene una longitud de 245,5 km (152.562 mi). Esta ruta forma parte del Sistema Estatal de Carreteras Escénicas de California.

## Mantenimiento
Al igual que las autopistas interestatales, y las rutas federales y el resto de carreteras estatales, la Ruta Estatal de California 120 es administrada y mantenida por el Departamento de Transporte de California por sus siglas en inglés Caltrans.

## Cruces
La Ruta Estatal de California 120 es atravesada principalmente por la  SR 99  SR 108   en Manteca y Oakdale.